# Coenraet Decker
Pour les articles homonymes, voir Decker.
Coenraet Decker (Amsterdam, ca. 1650 - 1685) est un graveur et dessinateur néerlandais.

## Biographie
Coenraet Decker est né vers 1650 (il avait 23 ans le 2 septembre 1673).
Decker travaille toute sa vie dans sa ville natale, mis à part un séjour à Hambourg en 1683-1684. Il est fortement inspiré par l'œuvre de Romeyn de Hooghe.

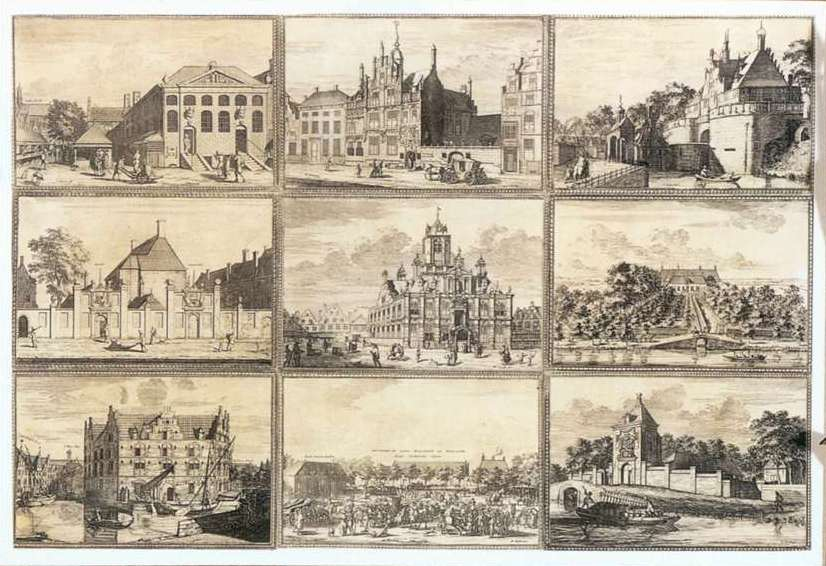
Neuf images d'édifices publics de Delft (1678, publié en 1729 dans la Description de Delft).

Dans les années 1670, il travaille sur une carte de Delft, une commande obtenue avec Dirk van Bleiswijk (en), qui publie Beschryvinge der stad Delft (« Description de Delft »).
Il se marie avec Aechje Jans en 1673.
Coenraet Decket est mort vers février-mars 1685 (il a été enterré le 2 mars 1685).